# Единые новости
Телемарафо́н «Еди́ные но́вости» (укр. телемарафо́н «Єди́ні нови́ни») — информационный телемарафон, запущенный 24 февраля 2022 года с целью информирования населения Украины о ситуации в стране в связи со вторжением России на Украину.
Контент производят три медиахолдинга: 1+1 Media, Starlight Media и Inter Media Group, а также дирекция телерадиопрограмм Верховной Рады Украины.
Каждая компания вещает промежутком времени в 6 часов (до 2 мая 2022 года промежутком в 5 часов), смена происходит: в 0:00, 6:00, 12:00 и 18:00 (до 22 июля 2022 года — в 3:00, 9:00, 15:00 и 21:00). 
Участниками телемарафона были также «Медиа Группа Украина» (с 24 февраля по 22 июля 2022 года) и Национальная общественная телерадиокомпания Украины (с 24 февраля 2022 года по 21 мая 2024 года)
С 8 ноября 2022 года к производству телемарафона вновь присоединились бывшие медийщики «Медиа Группа Украина» — «Мы — Украина».
Негласное кураторство над марафоном приписывают министру культуры и информполитики Александру Ткаченко и Офису президента Украины.
Более 60 % журналистов считают единый телемарафон одной из форм цензуры.

## История
По инициативе министра культуры и информационной политики Украины Александра Ткаченко 16 февраля 2022 года был проведён телемарафон на всех телеканалах Украины с 8:00 до 10:00 утра и с 19:00 до 22:00 на тему единения. Была создана единая информационная платформа стратегической коммуникации «#UАразом» для обеспечения ежедневного информирования населения о ситуации с безопасностью и деятельности государственных органов. Украинские чиновники отметили, что вещание полностью свободно от вмешательства государства. Представитель MCIP сообщил, что министерство не вмешивалось в деятельность телемарафона, отметив, что такие действия прямо запрещены статьёй 4 закона Украины о СМИ.
The New York Times описывает марафон как «круглосуточную трансляцию, наполненную кадрами, где украинские танки взрывают российские позиции, медики, работающих вблизи линии фронта, и политические лидеры, мобилизующие поддержку за рубежом».
После введения военного положения в Украине 24 февраля 2022 года телеканалы «UA: Первый», «Рада», «1+1», «ICTV», «Интер», «Украина» и «Украина 24» посменно проводят трансляцию, несмотря на военные действия, находясь в студии или в бомбоубежищах. 24 февраля с 6:30 из-за нападения России на Украину все платформы Общественного работали в режиме информационного марафона.
24 февраля от 19:00 телевизионное вещание Общественного («UA: Первый», «UA: Культура» и все региональные филиалы «НСТУ») взято под регулирование Правительством и временно передано телеканалу «Рада».
С 25 февраля 2022 года «ТЕТ», «Новый канал», «ОЦЕ ТВ» и «НЛО TV» посвящают всё своё эфирное время детям, транслируют фильмы, сказки, мультфильмы и приключения о победе добра. Позже данные телеканалы восстановили свою привычную программную сетку.
25 февраля команда Общественного восстановила прямые эфиры, но только в Facebook и YouTube.
26 февраля в 9:20 Общественное вернулось в телеэфир с собственным марафоном «Вместе победим».
С 28 февраля на «UA: Первом» выходит собственный марафон. Украинское радио также проводит марафон, используя вырезки из телемарафона. С 0:00 до 6:00 в эфире Общественного транслируются другие каналы.
С 18 апреля 2022 года возобновили самостоятельное вещание телеканалы «2+2», «СТБ» («Спецкор» и «Окна-новости» остались в «Единых новостях»), «ОЦЕ ТВ», «Индиго TV», «НТН», «К1», «Enter-фильм», «Мега» и другие.
С 6 мая 2022 года в 20:00 выходят итоговая программа «Единые. Главное».
С 22 июля 2022 года телеканалы «Медиа Группы Украина» выходят из телемарафона и прекращают собственное производство 6-часового слота.
С 8 ноября 2022 года к производству телемарафона вновь присоединились бывшие медийщики «Медиа Группа Украина» — «Мы — Украина», которые 19 октября 2022 года получили лицензию на вещание от Национального совета по вопросам телевидение и радиовещание сроком на 10 лет. Первый эфир «Мы — Украина» в марафоне «Единые новости» состоялся 8 ноября в слоте с 00:00 до 06:00.
С 29 января 2023 года в рамках марафона выходят еженедельные итоговые выпуск новостей за неделю. Еженедельник поочередно участвуют команды «ТСН. Неделя» и «Факты недели».
С 17 апреля 2023 года в марафон «Единые новости» выходят с новым графиком. Теперь каждый каналов-участников стоит в фиксированном промежутком времени, которые стали еженедельно.
С 8 апреля 2024 телеканал «К2» вышел из телемарафона и возобновил своё собственное вещание.
С 18 мая 2024 года каждые выходные с 07:00 до 10:00 выходит программа «Утро. Марафон».
21 мая 2024 года Национальная общественная телерадиокомпания Украины усилила на канале Первый информационный блок марафона дополнительным контентом Общественное Новости, «Общественное. Студия», документальными фильмами собственного производства и расследованиями, а также продолжится обмен контентом со всеми участниками марафона «Единые новости», кроме того собственное вещание на канале Первый является частью информационного телемарафона «Единые новости».
С 15 июня 2024 года в марафоне вернулась реклама во время трансляции марафона.
С 1 января 2025 года телеканал «Zoom» вышел из телемарафона и одновременно провел перезапуск и возобновил самостоятельное вещание.

## Критика
Ряд журналистов и экспертов выразили обеспокоенность по поводу влияния «Единого марафона» на свободу СМИ на Украине, а также чрезмерного контроля и влияния государства на СМИ. Другие журналисты, однако, отметили предоставляемую информацию в марафоне объективной и получаемой из надёжных источников. Критики утверждают, что Украина не только исключила из телемарафона некоторые влиятельные СМИ, но и ввела государственный контроль над присоединившимся к нему издания, координируя и софинансируя их работу. Критики также отмечают, что по мере продолжения войны «Единый марафон» стал «массовой PR-операцией» для президента Владимира Зеленского, его политических союзников и его правящей партии «Слуга народа», подвергая нападкам оппозиционные силы в стране, включая партию Петра Порошенко «Европейская солидарность».
Опрос, проведённый украинской организацией «Детектор медиа», показал, что около 45 % украинцев считают вещание единой официальной точки зрения недопустимым даже во время войны, в то время как 70 % ищут информацию из других источников из-за отсутствия разнообразных точек зрения на «Едином марафоне». Спустя два года после начала вторжения России украинцы «устали» от Единого марафона.
Более 60 % журналистов считают одной из форм цензуры единый телемарафон. Согласно опросу Киевского международного института социологии, проведённому в августе 2023 года, информации, представленной в «Едином марафоне», доверяют лишь 44 % жителей прифронтовых районов.
В январе 2024 года газета The New York Times выпустила статью о едином марафоне под названием «„Это государственная пропаганда“: украинцы избегают теленовостей, поскольку война затягивается». В материале утверждается, что критиками «Единых новостей» высказываются обвинения в том, что программа искажает реальность войны, умалчивая о событиях на фронте и далее ослабляющуюся поддержку Украины со стороны Запада. По итогу телемарафон стал объектом насмешек, рассматриваемым больше как рупор правительства, чем как объективный источник информации. Несмотря на его по-прежнему высокие рейтинги доверия, за последние месяцы 2023 года они заметно снизились, отражая общее уменьшение поддержки в связи с эволюцией содержания программы и восприятием её как средства политического манипулирования. Эксперты считают, что резкое снижение зрительской аудитории и доверия к программе является признаком более обширного разочарования населения в действиях правительства, особенно в условиях, когда победа на поле боя кажется недостижимой.
По мере затягивания российского вторжения зрители начали воспринимать патриотический подтекст программы как всё более преувеличенный. Освещение контрнаступления Украины в 2023 году также вызвало недовольство, поскольку оно представлялось слишком оптимистичным, несмотря на неудачи и провалы, сопровождавшие этот период.
Медиаэксперт Игорь Куляс, анализируя «Единый марафон» для украинской организации «Детектор медиа», отметил, что участники шоу в течение большей части 2023 года акцентировали внимание на «эффективности и мастерстве украинских сил», в то время как российские силы описывались в крайне негативном свете, что создавало «совершенно другую реальность» по сравнению с реальной обстановкой на местах.
По данным Киевского международного института социологии (КМИС) по состоянию на начало февраля 2024 года доля доверяющих телемарафону снизилась до 36 процентов, зато до 47 процентов выросла доля тех, кто не доверяет (в мае 2022 года доверяли 69 процентов, а не доверяли 12 процентов). 
В апреле 2024 года Госдепартамент США в своем отчете о нарушении прав человека пришел к выводу, что марафон обеспечил беспрецедентный уровень контроля властей Украины над телевизионными новостями. Было отмечено неучастие в проекте телеканалов, связанных с оппозиционными партиями. В отчете отмечено, что ряд СМИ и отдельных журналистов были подвергнуты санкциями, поскольку украинское правительство сочло их угрозой национальной безопасности. Подчеркивалось, что некоторые из критиков правительства были внесены в черный список  новостных программ и становились объектами негативных кампаний в соцсетях. 
В октябре 2024 года Европейская комиссия раскритиковала программу, выразив обеспокоенность по поводу её объективности и финансирования украинским государством. Она призвала Украину восстановить работу всех вещательных компаний в довоенном формате. В ответ украинское правительство заявило, что не прекратит поддержку телемарафона до окончания действия военного положения. 

## Трансляция
| Владелец                       | Текущие вещатели                                     | Бывшие вещатели                                                                                 | Ведущие | Расписание |
| ------------------------------ | ---------------------------------------------------- | ----------------------------------------------------------------------------------------------- | --- | --- |
| НОТУ                           |                                                      | Общественное Культура (ранее — UA: Культура), Первый (ранее — UA: Первый), Общественное Новости | Андрей Дихтяренко, Денис Зепсен, Евгений Агарков, Вячеслав Афутин, Анатолий Ерема, Анна Чередниченко, Дмитрий Хоркин, Инна Москвина, Игорь Шавро, Роман Сухан, Майя Подгородецкая, Дмитрий Гринченко, Андрей Погорелый, Татьяна Шевченко, Людмила Павленко, Олеся Ницевич, Борис Иванов                         | |
| 1+1 Media                      | 1+1                                                  | 2+2, Paramount Comedy Украина, 1+1 International, Бигуди, Квартал TV, УНИАН ТВ                  | Соломия Витвицкая, Маричка Падалко, Руслан Шарипов, Святослав Гринчук, Наталья Мосейчук, Максим Сухенко, Евгений Плинский, Наталья Островская, Алла Мазур, Стас Ясинский, Екатерина Нестеренко, Евгений Куксин, Руслан Сеничкин, Людмила Барбир, Егор Гордеев, Ирина Прокофьева                                 | Понедельник: 12:00 — 18:00 Среда: 06:00 — 12:00 Пятница: 18:00 — 07:00 Раз в две недели субботы: 07:00 — 15:00                                          |
| Starlight Media                | ICTV                                                 | ОЦЕ ТВ, СТБ, ICTV Ukraine                                                                       | Петр Демьянчук, Орест Дрималовский, Яна Брензей, Оксана Соколова, Андрей Ковальский, Вадим Карпяк, Елена Фроляк, Анастасия Мазур, Сергей Кудимов, Юлия Сеник, Вячеслав Цымбалюк, Татьяна Высоцкая, Оксана Гутцайт                                                                                               | Понедельник: 18:00 — 06:00 Среда: 12:00 — 18:00 Пятница: 06:00 — 12:00 Раз в две недели воскресенья: 07:00 — 15:00                                      |
| Игорь Петренко                 | Мы — Украина                                         |                                                                                                 | Олег Панюта, Людмила Добровольская, Елена Цинтила, Никита Михалёв, Марина Кухарь, Игорь Пупков, Елена Чабак, Максим Сикора, Ольга Грицик, Мария Скиба, Вера Свердлик, Виктория Малосветная, Константин Линчевский, Богдан Машай, Юлия Галушка, Олег Билецкий, Сергей Чернышёв                                   | Вторник:18:00 — 06:00 Четверг: 06:00 — 12:00 Пятница: 12:00 — 18:00 Раз в две недели субботы: 15:00 — 07:00 Раз в две недели воскресенья: 07:00 — 15:00 |
| Медиа Группа Украина           |                                                      | Украина, Украина 24, Индиго TV, НЛО TV, Футбол 1, Футбол 2, Футбол 3                            | Виктория Малосветная, Максим Сикора, Марина Кухарь, Ольга Грицик, Юрий Бибик, Никита Михалев, Елена Цинтила, Мария Скиба, Олег Панюта, Вера Свердлик, Тигран Мартиросян, Константин Линчевский, Андрей Булгаров, Людмила Добровольская, Василий Пехньо, Виталий Прудиус, Виолетта Логунова, Екатерина Федотенко | |
| Inter Media Group              | Интер                                                | Enter-фильм, К1, К2, Мега, НТН, Интер+, Zoom                                                    | Анастасия Даугуле, Александр Васильченко, Ирина Баглай, Лилия Налягака, Алексей Фадеев, Александр Просяник, Алексей Лихман, Дмитрий Чистяков, Анатолий Бондаренко | Вторник: 06:00 — 12:00 Четверг: 12:00 — 06:00 Воскресенье: 15:00 — 06:00                                                                                |
| Дирекция телерадиопрограмм ВРУ | Рада                                                 |                                                                                                 | Анна Гомонай, Елена Морозова, Вадим Герасимович, Татьяна Гончарова, Вадим Колодийчук, Артем Бибик, Екатерина Павлова, Назар Довгий, Андрей Синицын, Александр Десятников, Светлана Усенко, Ольга Бутко, Максим Зборовский, Екатерина Федотенко                                                                  | Понедельник: 06:00 — 12:00 Вторник: 12:00 — 18:00 Среда: 18:00 — 06:00 Раз в две недели субботы: 07:00 — 15:00 / 15:00 — 07:00                          |
| Другие вещатели                | 24 Канал, Киев, Прямой, 5 канал, Эспрессо TV и т. д. |                                                                                                 | | |

## Программы
Единые новости — ведущие: Елена Фроляк, Оксана Гутцайт, Татьяна Высоцкая, Анастасия Мазур, Андрей Ковальский, Вячеслав Цымбалюк, Игорь Пупков, Олег Панюта, Людмила Добровольская, Ольга Грицык, Вера Свердлик, Марина Кухарь, Андрей Синицын, Елена Морозова, Ольга Бутко, Светлана Усенко, Александр Просяник, Анастасия Даугуле, Лилия Налягака, Соломия Витвицкая, Святослав Гринщук, Алла Мазур
Информационный марафон — ведущие: Яна Брензей, Вадим Карпьяк, Мария Скиба, Максим Сикора, Юлия Галушка, Олег Билецкий, Елена Цинтила, Никита Михалёв, Виктория Малосветная, Богдан Машай, Елена Чабак, Константин Линчевский, Сергей Чернышёв, Назар Довгий, Анна Гомонай, Максим Зборовский, Вадим Колодийчук, Татьяна Гончарова, Алексей Фадеев, Александр Васильченко, Ирина Баглай, Наталья Мосейчук, Ирина Прокофьева, Наталья Островская, Стас Ясинский, Евгений Плинский, Маричка Падалко
Единое. Главное. Итоговый выпуск
Факты недели — ведущие: Оксана Соколова и Сергей Кудимов
ТСН. Неделя — ведущая: Алла Мазур
Антизомби
Гражданская оборона
ТОП — 5 фейков
Акцент — ведущий: Алексей Фадеев
Моя история — ведущая: Анастасия Даугуле
Утро. Марафон — ведущие: Валентина Хамайко, Александр Попов, Руслан Сеничкин, Людмила Барбир, Егор Гордеев
Параграф — ведущая: Юлия Галушка
Отважные — ведущая: Елена Чабак
Есть выход — ведущая: Мария Скиба
Линия фронта — ведущие: Константин Линчевский, Богдан Машай
Режим дна — ведущий: Никита Михалёв
Герои
Байрактар NEWS
Ночная охрана — ведущая: Наталья Островская
Бункер
4.5.0 Всё спокойно — ведущий: Назар Довгий

## Логотипы
| Дата                      | Логотип |
| ------------------------- | ------- |
| (24.02—01.03.2022)        |         |
| (02—26.03.2022)           |         |
| (27.03—17.04.2022)        |         |
| (18.04—22.05.2022)        |         |
| (23.05—21.07.2022)        |         |
| (22.07—31.08.2022)        |         |
| (01.09—07.11.2022)        |         |
| (08.11.2022—06.03.2023)   |         |
| (07.03—30.09.2023)        |         |
| (01.10.2023 - 26.05.2024) |         |
| (27.05 - 26.06.2024)      |         |